# Willa Ottona Haesslera
Willa Ottona Haesslera – willa w stylu szwajcarskim znajdująca się przy ul. Siedleckiej 1 w Łodzi.

## Historia
W 1896 Teresa John kupiła plac między ul. Widzewską (obecnie ul. Kilińskiego), rzeką Dąbrówką, obecną ul. Łęczycką i projektowaną wtedy ul. Siedlecką. Dwa lata później John sprzedała połowę częściowo zabudowaną budynkami fabrycznymi działkę niemieckiemu przedsiębiorcy Ottonowi Haesslerowi, właścicielowi firmy Otto Haessler i S-ka. Nowy właściciel wybudował na parceli fabrykę, mieszkania dla majstrów, stajnię i wozownię. W 1898 od strony ul. Widzewskiej wzniósł willę otoczoną ogrodem, w której zamieszkał.
Budynek został zaprojektowany w nietypowym dla ówczesnej Łodzi stylu szwajcarskim. Dom od frontu posiada strzelistą kopułę i spadzisty dach. Dawniej były tu też przeszklone werandy oraz osobne wejście dla służby. W ogrodzie utworzono staw, a na granicy działki przepływała rzeka Dąbrówka (obecnie wyschnięta). Na początku XX wieku willa została rozbudowana o wschodnią część. Po II wojnie światowej rodzina Haesslerów wyjechała do Niemiec, a spadkobiercy zrezygnowali z roszczeń do nieruchomości, zastrzegając przeznaczenie willi na cele społeczne i kulturalne.
Od lat 60. w budynku działał Międzyzakładowy Dom Kultury, natomiast dopiero 28 grudnia 1979 decyzją Nr 63/79 Naczelnika Dzielnicy Łódź-Górna powołano pod ty adresem Dzielnicowy Domu Kultury, obecnie działający pod nazwą Ośrodek Kultury Górna.
W okresie 2019–2020 budynek przeszedł generalny remont.
Willa wpisana jest pod numerem do łódzkiej gminnej ewidencji zabytków pod numerem 1515.